# 盧偉國

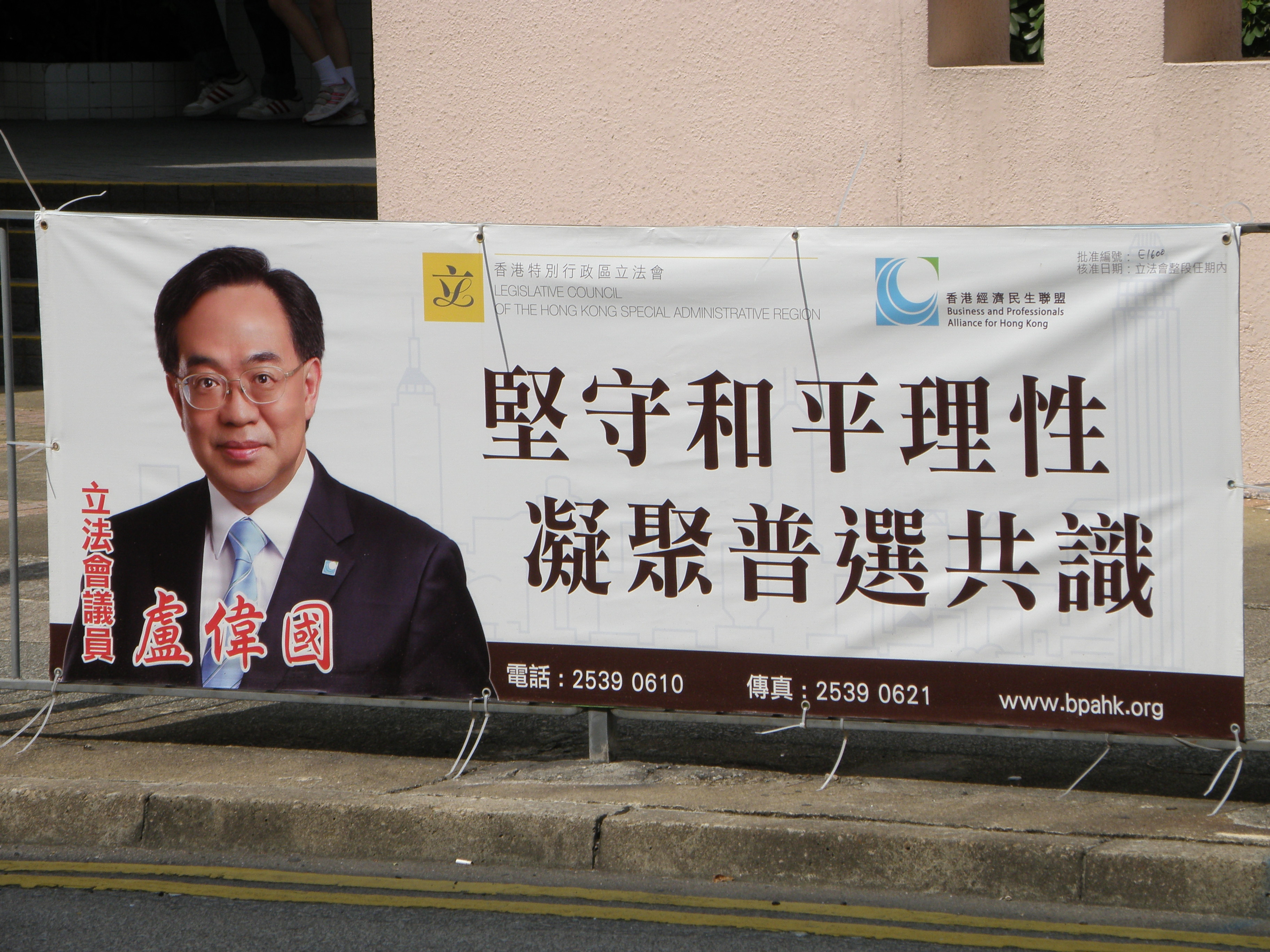
盧偉國街上橫額

盧偉國，GBS，MH，JP（1953年12月25日—），香港工程師學會前會長及製造及工業分部前主席，現任港區全國政協委員。2012年9月當選立法會工程界功能界別議員。2016年9月順利連任。2016年10月，接替梁君彥擔任香港經濟民生聯盟主席。現任香港城市大學生物醫學工程學系特約教授，同時是香港城市大學榮譽院士。

## 簡歷
盧偉國生於香港，在一個大陸移民家庭成長，早年在九龍土瓜灣和九龍城福佬村道的唐樓板間房居住。在就讀初中時移居觀塘牛頭角的公共屋邨。盧偉國在1959年畢業於聖三一堂幼稚園（現名聖三一堂曾肇添幼稚園）上午校，1965年畢業於聖三一堂小學，後畢業於賽馬會官立中學。1976年於香港大學機械工程學士畢業，1982年成為工程師學會正式會員，曾於2007至2008年度任香港工程師學會會長，1992年獲選為香港青年工業家及香港十大傑出青年。1997年7月至2011年曾任沙田區議會委任議員，並曾兩屆獲選為選舉委員會資訊科技界委員。曾任新進科技集團有限公司副主席兼董事總經理。

## 2012年立法會選舉
2012年7月18日，盧偉國報名參選2012年立法會工程界功能界別選舉。傳媒指其屬「梁營」，即前任行政長官梁振英的支持者。
2012年8月，盧偉國被香港蘋果日報揭發其於大埔康樂園的寓所露台有違規僭建物。盧稱早己拆除。其對手之一，已擔任工程界議員15年、參選爭取連任的何鍾泰於競選時指他獲中聯辦支持。
2012年9月9日，盧偉國以2,811票當選工程界功能組別議員，擊敗已擔任議員15年的何鍾泰。

## 個人生活

### 家庭狀況
盧偉國博士已婚。而他亦是音樂發燒友。

### 馬主生涯
盧偉國博士自1994-1995年度馬季開始成為馬主，名下馬匹包括好運之星、好運良駒、京城之寶、京城之威、京城之光、京城之霸、京城孖寶、京城三寶、京城精英、勇冠王、勇勝王、勇冠全城、勇冠皇子等。

## 爭議

### 捲入建測界涉嫌造假「撐警」聯署風波
於2019年9月30日，多名建築、測量及工程界人士曾於星島日報發表聯署，批評街頭非法暴力活動破壞香港秩序，又斥責年輕人藐視法治。該份聯署包括盧偉國等多名官員及議員。但至2020年5月，建築師註冊管理局指該份聯署中有138名報稱為「建築師」人士，並不於註冊名單之中並報警處理，而星島日報亦拒絕交代發起人資料。根據香港法例第408章《建築師註冊條例》第31條，未有註冊但自稱建築師可處罰款$50,000及監禁一年。

## 公職
- 香港房屋委員會委員
- 醫院管理局成員
- 西九文化區管理局成員
- 香港機場管理局董事局成員
- 香港工程師學會會長 (2007年-2008年)
- 香港城市大學校董 (1991年 - 1998年)
- 香港生產力促進局理事 (1993年 - 1997年)
- 香港品質保證局理事 (1995年 - 2005年)
- 香港品質保證局主席 (2015年 - 2019年)
- 香港科技協進會會長 (1997年)
- 粵港科技產業促進會會長 (1997年 - 2001年)[17]

## 學歷及專業
- 1976年：香港大學機械工程榮譽工學士
- 1981年：香港大學工業工程碩士
- 1984年：香港中文大學工商管理碩士
- 1997年：英國華威大學工學博士
- 香港工程師學會會士 (FHKIE)
- 工程及科技學會學會會士 (FIET)
- 機械工程師學會會士(FIMechE)
- 特許工程師 (CEng)
- 註冊專業工程師 (RPE)[18]

## 資料來源
1. ↑  . 頭條日報. 2020-08-15  [2020-08-15].
2. ↑  .   [2025-05-05].
3. ↑  經民聯執委會選出新一屆領導層 （页面存档备份，存于），經民聯，2016-10-13
4. ↑  .   [2021-03-21]. （原始内容存档于2020-02-24）.
5. ↑  香港城市大學：城大將頒授榮譽院士予六位傑出人士
6. ↑  . 香港經濟民生聯盟. 3月20日  [2018-03-04]. （原始内容存档于2018-08-15）.
7. ↑  . 香港經濟民生聯盟. 9月20日  [2018-03-04]. （原始内容存档于2018-08-15）.
8. ↑  . 華僑日報. 1959-07-04: 14  [2022-04-15].
9. ↑  . LO Wai Kwok. 2018-07-28  [2021-02-02]. 原始内容存档于2021-02-01.
10. ↑  . 香港工商日報. 1965-07-18  [2021-10-01]. （原始内容存档于2021-10-01）.
11. ↑  . 東方日報. 1月8日  [2018-03-04]. （原始内容存档于2020-12-10）.
12. ↑  盧偉國不入黨 研組無黨派聯盟 （页面存档备份，存于） 明報，2012年9月13日
13. ↑  盧偉國勝出工程界強調不分梁營唐營 （页面存档备份，存于） 商業電台，2012年9月10日
14. ↑  馬主馬年談馬[永久]成報，2014年2月3日
15. ↑  .   [2020-05-20]. （原始内容存档于2021-06-21）.
16. ↑  .   [2020-05-20]. （原始内容存档于2021-11-26）.
17. ↑  .   [2012-09-13]. （原始内容存档于2012-09-01）.
18. ↑  .   [2012-09-13]. （原始内容存档于2012-10-30）.

## 外部連結
- 盧偉國的Facebook專頁